# Оріон (точка)
62°26′39″ пд. ш. 59°44′18″ зх. д. / 62.4442° пд. ш. 59.7383° зх. д.

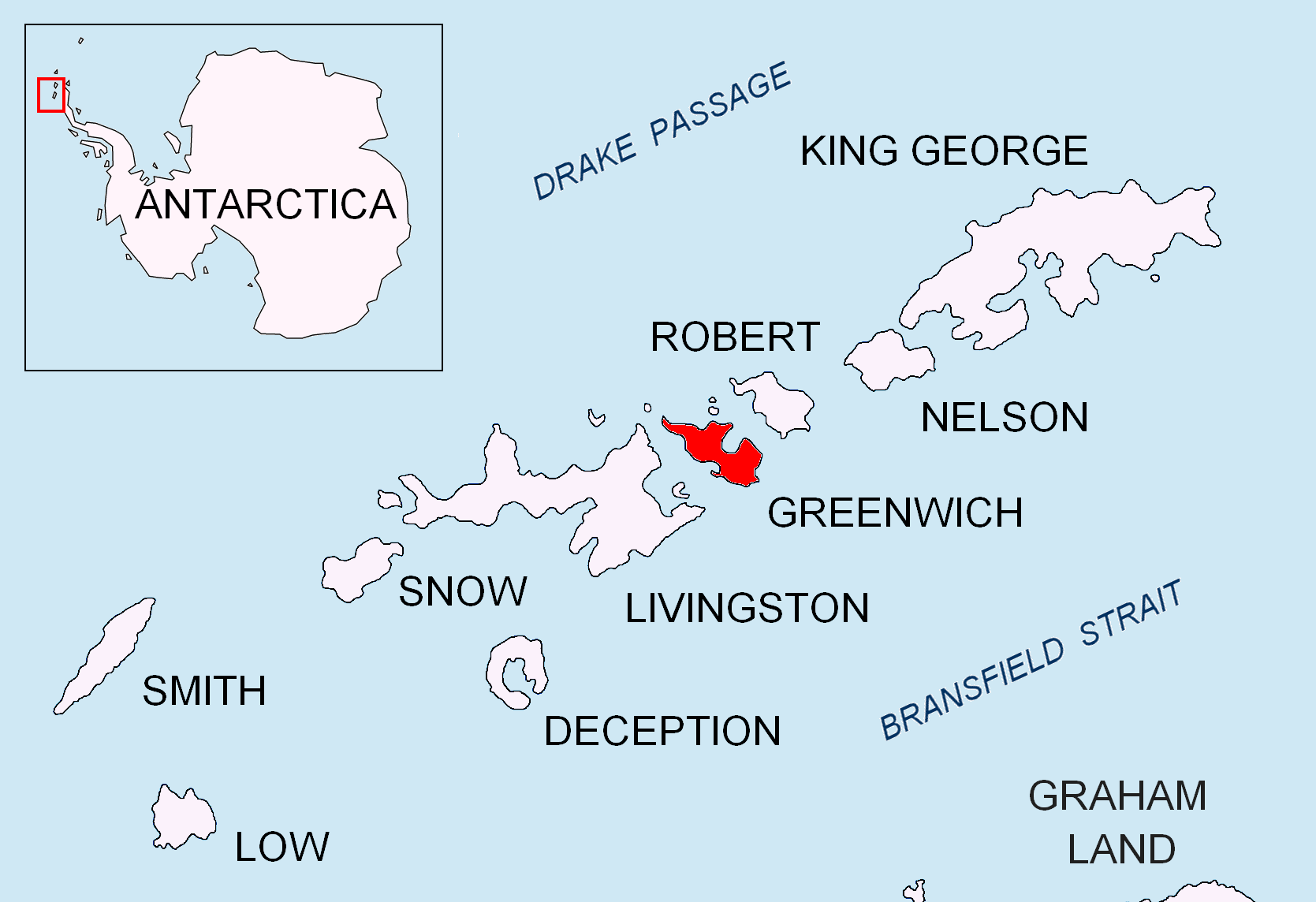
Розташування острова Гринвіч на Південних Шетландських островах.

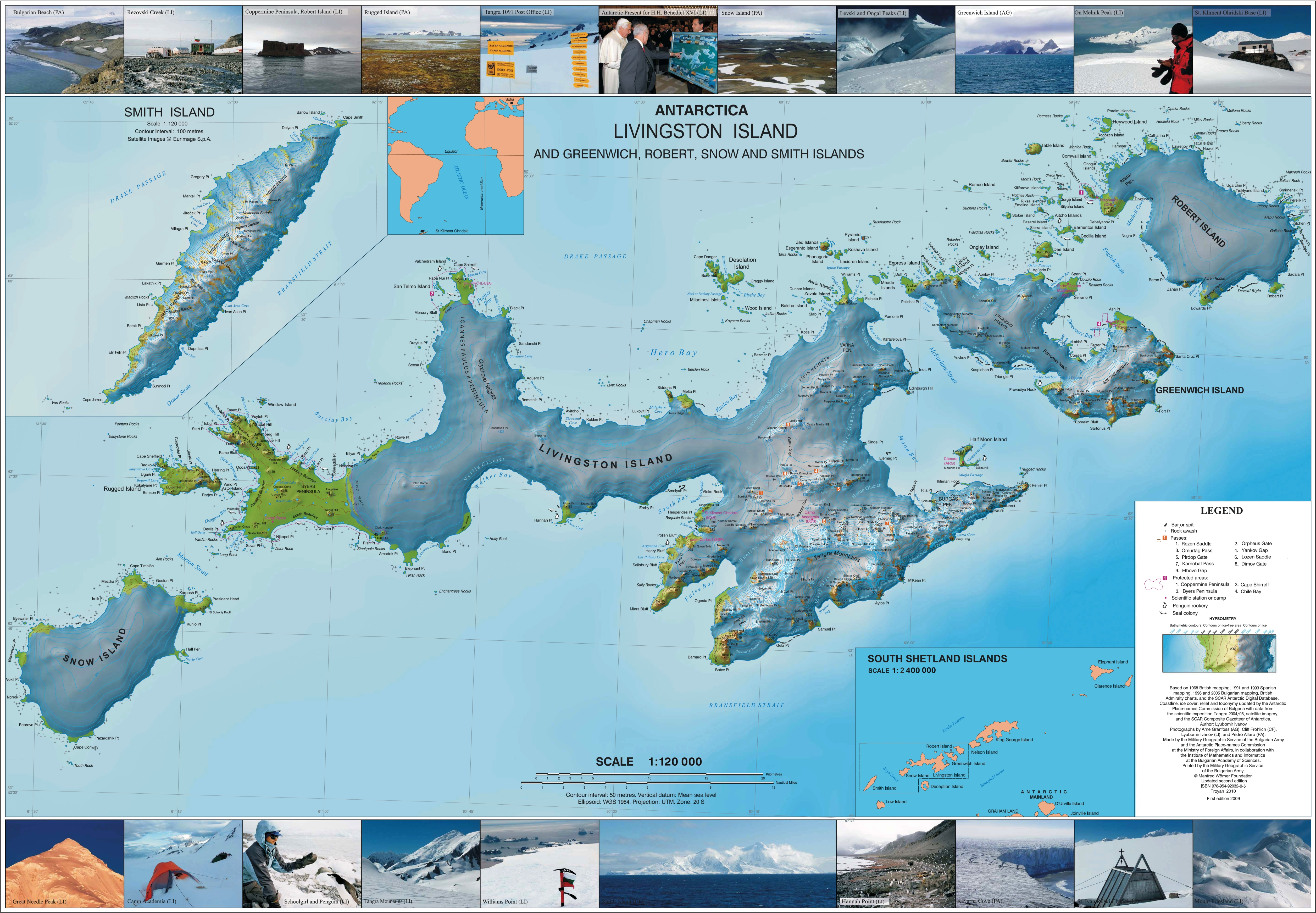
Топографічна карта островів Лівінгстон, Гринвіч, Роберт, Сноу та Сміт.

Точка Оріон - точка без криги на північному узбережжі острова Гринвіч на Південних Шетландських островах, Антарктида, що утворює східну сторону входу в затоку Гуаякіль. 
Точка названа на честь корабля еквадорської антарктичної експедиції "Оріон" .

## Розташування
Точка знаходиться за координатами 62°26′39″ пд. ш. 59°44′18″ зх. д. / 62.44417° пд. ш. 59.73833° зх. д. що знаходиться 620 м на захід-південь від точки Спарк, 2,59 км на схід-південь від точки Агуедо та 2,56 км на південний схід від острова Ді (британське картографування у 1968 р. та болгарське у 2005 та 2009 рр.).

## Мапи
- Л. Л. Іванов та ін. Антарктида: острів Лівінгстон та острів Гринвіч, Південні Шетландські острови . Масштаб 1: 100000 топографічної карти. Софія: Антарктична комісія з географічних назв Болгарії, 2005.
- Л. Л. Іванов. Антарктида: острови Лівінгстон та Гринвіч, Роберт, Сноу та Сміт [Архівовано 24 квітня 2008 у Wayback Machine.] . Масштаб 1: 120000 топографічної карти. Троян: Фонд Манфреда Вернера, 2009.ISBN 978-954-92032-6-4